# Когнитивна парадигма у психологији
Когнитивна парадигма у психологији се дефинише као скуп теоријских принципа и истраживачких програма који се односе на функционисање ума уопште и стицање знања посебно. Когнитивна парадигма је настала као критика парадигме понашања узимајући у обзир послератне историјске промене у односу на промене које улазак у рачунање генерише у области комуникације и, према томе, у процесу знања.
Она као саставни део когнитивне науке, обухвата скуп теорија које настоје да проуче ментални приказ процеса знања у вези са учењем и људским понашањем за решавање проблема. Уоквирен је унутар рационализма узимајући у обзир разум као извор свих знања.

## Основне информације

### Когнитивизам
Когнитивизам се развија од почетка 20. века и фокусира се углавном на образовање и смислено учење. Налази се у подручју когнитивне науке која се заснива на функционалној аналогији између људског ума и облика рачунарске обраде. Аналогија је функционална, али није структурна јер упоређује системе за обраду информација исте класе кроз обраду симбола.
Когнитивизам наглашава улогу ученика у процесу учења (за разлику од бихевиоризма који наглашава улогу предавача и околине). Когнитивисти сматрају да су ментални процеси особа које уче од велике важности, да их морамо разумети и затим учење прилагодити когнитивном склопу ученика. Когнитивне теорије су настале из гешталт психологије, чији следбеници критикују бихевиористе због тврдњи да посматрањем понашања можемо објаснити учење. Гешталт психолози тврде да је неопходно изучавати принципе на основу којих организујемо сензације у перцепције. Конгнитивне теорије описују памћење као активни организовани процесор који обрађује информације, при чему претходно знање игра значајну улогу у учењу. Когнитивне теорије изучавају више од самог понашања, укључујући памћење као битан фактор у учењу, те је разумевање краткорочног и дугорочног памћења од великог значаја.  Когнитивисти посматрају учење као унутрашњи ментални процес при ком се едукатор посвећује изградњи интелигенције и когнитивном развоју. Особа која учи је, самим тим, битнија од спољашњих фактора.
Овај приступ обухвата језичке, теоријске вештине и вештине рачунара, као и друге послератне парадигме, попут социокултурне парадигме.
У психологији когнитивизам који се још назива когнитивна психологија јер проучава сложеност процеса високог учења у вези са формирањем концепта и решавањем проблема.
Когнитивни систем, било анимирани или вештачки, састоји се од следећих елемената: рецептора, моторног система и когнитивних процеса. У том смислу, когнитивни процеси су они који тумаче и идентификују информације које примаоци примају, контролишу радње извођача, усмеравају расподелу когнитивних ресурса, као што су памћење о радњама и искуствима.

### Когнитивна парадигма
Когнитивна парадигма настаје као критика парадигме понашања узимајући у обзир послератне историјске промене у односу на промене које улазак у рачунање генерише у области комуникације и, према томе, у процесу знања.
Такође позната као саставни део когнитивне науке, обухвата скуп теорија које настоје да проуче ментални приказ процеса знања у вези са учењем и људским понашањем за решавање проблема. Уоквирен је унутар рационализма узимајући у обзир разум као извор свих знања.
Когнитивна парадигма је дефинисана као скуп теоријских принципа и истраживачких програма који се односе на функционисање ума уопште и стицање знања посебно.
Зачетник је амерички психолог Јероме Брунер (1915-2016) који уводи у своју теорију поучавања да се учење заснива на активној обради информација у складу са њеном индивидуалном организацијом. Дефинишите три ментална модела: активирајући, иконички и симболички.
Амерички психолог Давид Аусубел (1918-2008) у својој теорији смисленог учења постулира концепт дидактичке наставе за постизање учења. Бави се концептима смисленог учења и машинског учења.
- Смислено учење користи већ постојеће информације код појединца да би се повезало са когнитивном структуром сваког ученика.
- Машинско учење служи као комплементарни или симултани начин који укључује нова знања на репетитиван или досадан начин.

Когнитивна парадигма настаје као критика парадигме понашања узимајући у обзир послератне историјске промене у односу на промене које улазак у рачунање генерише у области комуникације и, према томе, у процесу знања.
Такође позната као саставни део когнитивне науке, обухвата скуп теорија које настоје да проуче ментални приказ процеса знања у вези са учењем и људским понашањем за решавање проблема.
Уоквирен је унутар рационализма узимајући у обзир разум као извор свих знања.

### Метакогниција - нова когнитивна парадигма
Метакогниција као нова когнитивна парадигма разматра концепт под којом се најчешће подразумевају: 
- знања о сопственом когнитивном функционисању,
- стратегије праћења и управљања сопственом когницијом и понашањем
- субјективни доживљаји односно метакогнитивна искуства која извиру из неких промена или привремених тешкоћа у когнитивном функционисању.

Током развоја и примене, све актуелнија метакогнитивна парадигму, која је за релативно кратко време успела је да на нов и оригиналан начин редефинише и унапреди широк опсег како теоријских тако и примењених психолошких области. Како постављамо свесне сопствене когнитивних процеса, какву улогу и значај та свест има, који је ниво функционисања изнад самих мисаоних процеса и како функционише тај ниво који надгледа и контролише когнитивне процесе? 
Метакогниција је појам који представља сада најзначајнији продор у једној области људског ума које су, иако веома значајне, све до сада остале на рубу истраживачке активности психолога.

## Литератаура
- Boekaerts, M. (1997) Samoregulisano učenje na spoju kognicije i motivacije. Psihologija u svetu, vol. 2, br. 1, str. 44-57
- Brown, A.L. (1987) Metacognition, executive control, self-regulation, and other more mysterious mechanisms. u: Weinert F.E. i R.H.Kluwe [ur.] Metacognition, motivation, and understanding, Hillsdale, NJ, itd: Erlbaum